# Cinto de Apolo

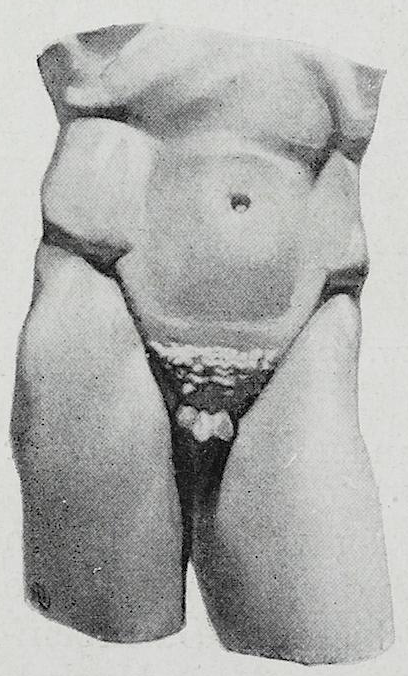
Cinto de Apolo visível

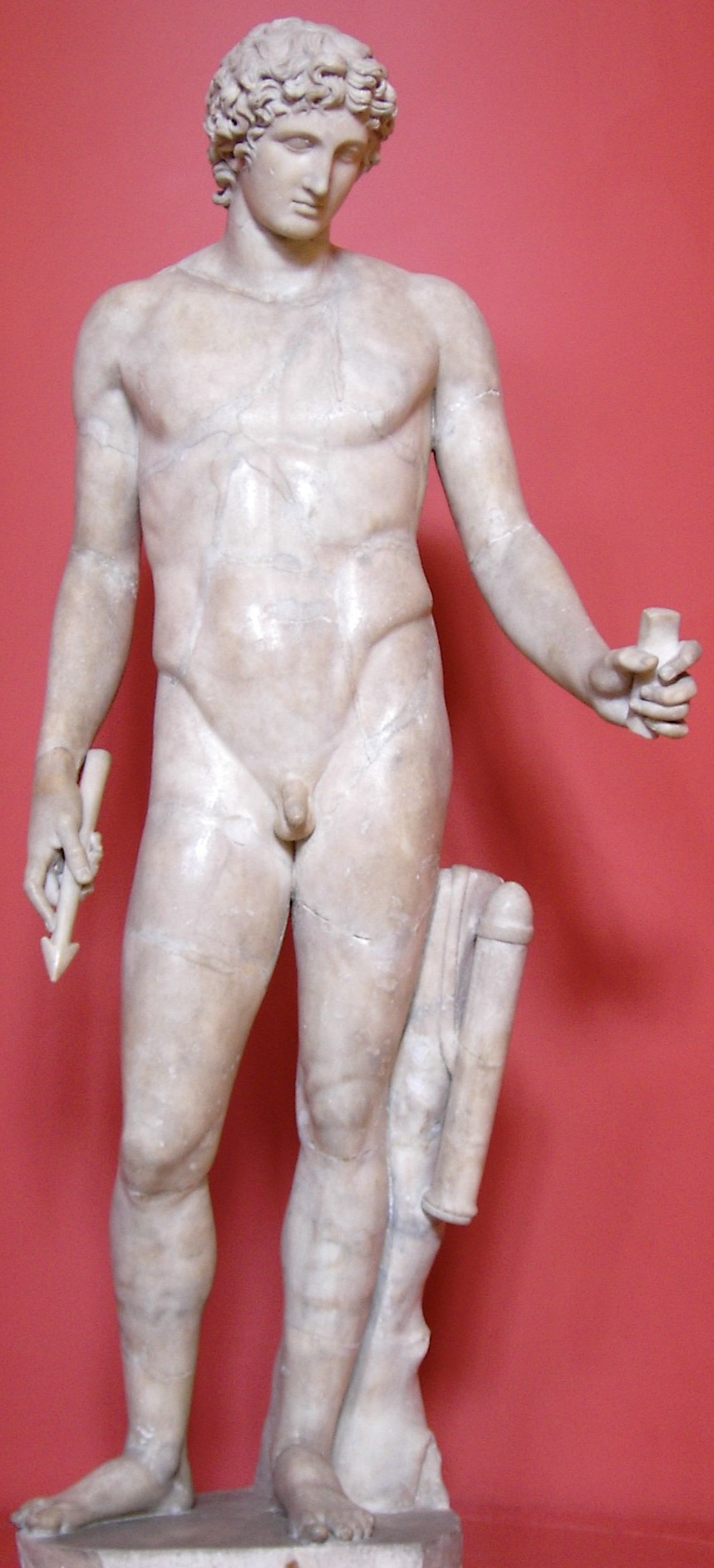
Apolo (o "Adônis" de Centocelle), Romano a partir de um original Grego (Museu Ashmolean)

O Cinto de Apolo, ou Cinto de Adônis, cientificamente conhecido como sulco ilíaco, é um termo para uma parte da anatomia humana. Refere-se a dois sulcos rasos da anatomia superficial do abdômen humano que vai da crista ilíaca (osso do quadril) até o púbis.
O termo "sulco ilíaco" não aparece em nenhum dos resumos indexados pelo PubMed. Não é um termo definido na Terminologia Anatomica, embora tenha sido usado como um termo formal anatômico no passado. No uso moderno, é mais comum discutir a anatomia superficial em termos de estruturas próximas, como o ligamento inguinal ou a crista ilíaca.
O termo "sulco ilíaco" ainda é frequentemente encontrado ao ler sobre a história da arte, e o termo "cinto de Apolo" é muitas vezes usado por fisiculturistas e seus admiradores. A expressão "cinto de Apolo" também é encontrada, embora menos comum, no sentido de Adônis, como qualquer jovem bonito (cf. o mito de Adônis).[carece de fontes?]